# アカテン教師梨本小鉄
『アカテン教師梨本小鉄』（アカテンきょうしなしもとこてつ）は、春日井恵一による日本の漫画。
1985年に『週刊少年ジャンプ』（集英社）増刊号「スプリングスペシャル」に読み切り作品が掲載された後、1986年52号から1987年31号まで『週刊少年ジャンプ』本誌に連載された。コミックスは全4巻。
『週刊少年ジャンプ』創刊50周年を記念して2017年8月に発行された『復刻版週刊少年ジャンプ パック2』の1987年1.2合併号にて第2話「試練!!課外授業編」が収録されている。

## あらすじ
ギャンブルにおいて常勝無敗を誇る生まれながらの勝負師・小鉄は恩師の紹介で、母校である中学校に代用教員として赴任した。最初はその型破りな指導法に反発していた生徒たちも次第に小鉄のやり方についていくようになっていく。その後「全日本有能教師コンテスト」において日本中の型破り教師との勝負にも勝ち抜いて一躍有名人となったが、教育委員会に目を付けられてしまい最後は生徒たちに惜しまれつつ、母校を去ることになってしまう。

## 登場人物

### 小鉄と教師たち
梨本小鉄（なしもと こてつ）
主人公。26歳。常に半袖のコートを着ている。髪型は幼少の頃から変わらないオールバック。尊敬する人物は坂本龍馬。怒る際には「アホダマー!!」と叫ぶのが常。座右の銘は「天に向かって唾を吐け」であり、特技の一つとして「天に向かって吐いた唾が虹を作る」というものがある。
稀に見る強運の持ち主で、あらゆるギャンブルで常勝無敗を誇る。3歳で麻雀を覚え（しかも勝つ）、小学生の頃には既に大人相手に予想屋をやっていた程で、キリストの再来である「神童」と自称するほど。その強運は岡山市の西大寺で毎年行なわれる会陽（裸祭り）で宝木を獲得することに成功し（しかも6年連続）、その宝木6枚を背中に貼り付け肌身離さず持ち歩くことであるといい、この宝木を取ると強運が逃げてしまう。また「臭いで出目がわかる」という特殊能力を持っているようなそぶりもある。
恩師・源五郎の紹介で母校・小春日和中学3年A組の担任となる。生徒への指導は型破りなもので、確率論を丁半バクチに見立てたり、テストではクラス中でカンニングの手引きを行ったりする。また生徒を守る為には権力やヤクザなどにも全く屈しない。
実は学生時代は全国模試で首位を取るほどの秀才で、酒井曰く「長年教師を務めている中で最も優秀な生徒」。
酒井源五郎（さかい げんごろう）
小鉄の恩師。他の教師が小鉄に手を焼いて辛くあたる中で、唯一の理解者として小鉄に接する。その姿勢は小鉄が教師として赴任した後でも変わることはなかった。白髪頭に黒い髭、腹が出ている。
槙野
真面目。最初は小鉄を快く思っていなかったが、終盤では一定の理解を示すようになる。
貴王子紀代彦（たかおうじ きよひこ）
小鉄が研修旅行で学校を留守にしている間に突如3-Aに赴任してきた「教育界のプリンス」。経営コンサルタントも手掛けている。当初は小鉄と対立していたが、徐々に小鉄の姿勢に共感を覚えるようになる。

### 小鉄の教え子たち
エージ、トール
不良少年。いつも小鉄に反発し続けていたが…。苗字はそれぞれ淡島、藤原という。
ガン子
女子生徒。本名、岩田元子。
洋一（よういち）
ガン子の弟。「ラッコ」というあだ名をつけられるなどして登校拒否になってしまうが、小鉄の命令で生徒会長選挙に出馬することに…。
高橋初音（たかはし はつね）
父は元・俳優で小鉄が幼少の頃の憧れのヒーローだった「ナチュラル・キッド」を演じていた。今は小さなパブ「ナチュラル」を経営しているがヤクザから借金をしてしまった事に苦しんでいることを家庭訪問で知った小鉄はそのヤクザに勝負を持ちかけることに…。
小鉄により借金を完済するも、その直後に父が急死。引き取ってくれた親戚を励ます為に歌った演歌がのど自慢で優勝し、上京して演歌歌手となる。

### 「有能教師コンテスト」のライバル
下記の訥久からアビまでは教師だが 秋葉は生徒である。
秋葉大作（あきば だいさく）
柔道の使い手で怪力の持ち主。小鉄の弱点をジローが「暴力に弱い」と見て生徒として送り込んだ。小鉄は「大吸死臭怪爆弾（臭い食べ物で口臭を悪くすること）」で勝利し、誰もが恐れる自分に正面からぶつかってきた小鉄に敬意を抱いて従うようになる。しかしジローが彼らを小鉄の生徒に選抜した理由は力ではなく、「テストの答えすら覚えきれないほど記憶力が悪い」からであり、小鉄も1人で短期間で全員に教えるのは困難だと苦悩していたが、ライバル教師達の協力の元、それぞれのスパルタ教育で克服した。
訥久広樹（どつく ひろき）
スパルタ教師。風貌が戸塚宏に似ている。
生徒の座っている席を殴って最後尾までドミノのように倒す、パンチ一発で生徒２人の顔を同時に殴るといったシーンがある。
中学時代の担任教師によると、元は「非常に内気」で「みんなの視線が気になると言って授業中の質疑応答も筆記に頼る程」だった。
桜田紋次郎（さくらだ もんじろう）
元交通機動隊隊員で白バイに乗っていた。
無名方松造（むなかた まつぞう）
通称「無法松」。小鉄にバクチのイロハを教えた人物でもある。59歳という、定年退職1年前に教師になった。
楠見玲子（くすみ れいこ）
「女性の自立」をモットーとするフェミニストで、男女交際には厳しく、体罰には否定的。槙野の元妻である。
アビ・ナーシ・ヨンゾン
ネパール出身。超能力（テレパシー）を使って生徒にテストの回答を教えようとする。
ジロー
教育用コンピュータ。その能力は人間の頭脳を遥かに凌駕する。もともと「有能教師コンテスト」はジローのPRを兼ねた企画であった。

## 用語
全日本有能教師コンテスト
「天下一予備校」が主催する教師のコンテストで優勝賞金1000万円。本来の大会ルールは教師それぞれに一クラスの生徒を与え、その生徒の成績で争われることになっているが、教師同士1対1の対決も認められている。

## 補足
- セクシーコマンドー外伝 すごいよ!!マサルさんに、小鉄をモデルにした「無し元小銀」が登場している。